# Mielikki
Mielikki — fińska bogini lasów i polowania. W różnych opowieściami występuje jako żona Tapio lub jego synowa. Jest jednym z najważniejszych bóstw w mitologii fińskiej.
Postać występuje w Kalevali.
Mielikki jest również boginią w Forgotten Realms – należącego do grupy światów związanych z RPG Dungeons & Dragons. Jej ulubioną bronią jest sejmitar, a symbolem – złotoroga, niebieskooka głowa jednorożca patrząca w lewo.